# 岡本眸
岡本 眸（おかもと ひとみ、女性、1928年1月6日 - 2018年9月15日）は、俳人。本名・曽根朝子。

## 梗概
東京生まれ。戦時に青春期を過ごしたため、少女時代は勤労動員のために費やされた。自宅は空襲で二度焼けている。戦後、聖心女子専門学校国語学科を卒業。日東硫曹に就職し、社長秘書として句会の幹事を任されたことをきっかけに俳句をはじめる。1951年、職場句会を通じて富安風生に師事、1956年に風生の「若葉」に入会。1957年、岸風三楼の指導を受け「春嶺」に入会。のち両誌の同人。1961年に句友の曽根けい二と結婚するが、けい二は1976年に脳溢血のため急逝した。結婚を機に長く葛飾区金町の金町駅前に在住し、同地の風景を多数詠んだ。1980年「朝」を創刊・主宰。1989年より毎日俳壇選者（2000年まで）。
代表句に「残りしか残されゐしか春の鴨」「雲の峰一人の家を一人発ち」「秋風や柱拭くとき柱見て」など。「俳句は日記」を信条とし、日常生活に真摯に向かい、写実を基本としつつ叙情性のある句を詠んでいる。

## 受賞歴
- 1959年 - 春嶺賞
- 1961年 - 若葉賞
- 1971年 - 第11回俳人協会賞（句集『朝』）
- 1984年 - 第8回現代俳句女流賞（句集『母系』）
- 1994年 - 紫綬褒章
- 1999年 - 勲四等宝冠章[3]
- 2007年 - 第41回蛇笏賞（句集『午後の椅子』）
- 2008年 - 第49回毎日芸術賞（句集『午後の椅子』）

## 著書
- 『岡本眸集』俳人協会 1979
- 『俳句実作セミナー』牧羊社 1983
- 『母系』牧羊社 1984
- 『十指』角川書店 1985
- 『岡本眸の俳句を始める人のために』池田書店 1987
- 『川の見える窓 随想集』牧羊社 1988
- 『矢文』富士見書房 1990
- 『季のある暮らし 俳句の読み方・味わい方』牧羊社 1990
- 『現代俳句入門 つくり方と上達法』家の光協会 1990
- 『手が花に』牧羊社 1991
- 『自愛』ふらんす堂 1992
- 『岡本眸』花神社 1995 (花神コレクション)
- 『流速』朝日新聞社 1999
- 『岡本眸読本』富士見書房 1999 (俳句研究別冊)
- 『俳句は日記』日本放送出版協会 2002
- 『一つ音』ふらんす堂 2005
- 『午後の椅子』ふらんす堂 2006
- 『栞ひも』角川学芸出版 2007
- 『四季逍遥 岡本眸写真集』ウエップ 2010.